# Saint-Loubouer
Saint-Loubouer (gaskonsko Sent Loboèr) je naselje in občina v francoskem departmaju Landes regije Akvitanije. Naselje je leta 2009 imelo 436 prebivalcev.

## Geografija
Kraj leži v pokrajini Gaskonji ob reki Bahus, 29 km južno od Mont-de-Marsana.

## Uprava
Občina Saint-Loubouer skupaj s sosednjimi občinami Aire-sur-l'Adour, Bahus-Soubiran, Buanes, Classun, Duhort-Bachen, Eugénie-les-Bains, Latrille, Renung, Saint-Agnet, Sarron in Vielle-Tursan sestavlja kanton Aire-sur-l'Adour s sedežem v Airu. Kanton je sestavni del okrožja Mont-de-Marsan.

## Zanimivosti
- cerkev sv. Leborija iz 11. do 16. stoletja,
- mestna vrata s stolpom Tour de Maubourguet,
- renesančni dvorec Hôtel du baron de Noguès,
- Castera, nekdanji rimski tabor.